# Wilhelm Risse
Wilhelm Risse (* 1. Januar 1931 bei Weimar; † 26. Mai 1998 in Homburg) war einer der bedeutendsten Experten für Logikgeschichte.

## Leben
Risse studierte Philosophie an der FU Berlin und in Köln, promovierte über Bernard Bolzano 1957, habilitierte sich in Saarbrücken 1969 auf der Grundlage des ersten Bandes seiner Geschichte zur Logik der Neuzeit, blieb dort und wurde 1971 Professor. Für seine – Arbeiten von Karl von Prantl fortführenden – Forschungen reiste er quer durch Europa und sichtete nahezu vollständig die Literatur zur Logik von 1500 bis 1780. Er verfasste eine immense Bibliographie zu sämtlichen Disziplinen der klassischen Philosophie. Die durch seine umfangreichen Forschungen gewonnene Einsicht in die geschichtliche Vielfalt, Perspektivität und Vorläufigkeit aller Urteile, formulierte der leidenschaftliche Zigarrenraucher in dem Satz: „Ein Standpunkt ist ein geistiger Horizont mit dem Radius null.“

## Werke
- Die Logik der Neuzeit. Stuttgart – Bad Cannstatt: Friedrich Frommann Verlag Bd. 1 1964, Bd. 2 1970.
- Bibliographia logica. Verzeichnis der Druckschriften zur Logik mit Angabe ihrer Fundorte (1472–1800). Hildesheim: Georg Olms Bd. 1 1965, Bd. 2 1973, Bd. 3 1979, Bd. 4 1979.
- Die Characteristica Universalis bei Leibniz, Studi Internazionali di Filosofia 1: 107-116 (1969).
- Zur Klassifizierung der Urteile und Schluesse durch Leibniz, Studia Leibnitiana 1: 23-53 (1969).
- Metaphysik. Grundthemen und Probleme. München: Fink 1973 (Uni-Taschenbücher Nr. 253).
- Bibliographia philosophica vetus. Hildesheim: Georg Olms 1998.